# 徐利治

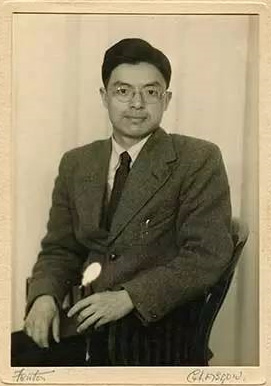
1950年徐利治留学英国时在格拉斯哥留影

徐利治（1920年9月23日—2019年3月11日），原名徐泉涌，生于江苏省沙洲县（今张家港市）东莱乡二圩港，中国数学家、教育家。其主要研究领域是分析学、计算数学和组合数学等，并为中国计算数学专业的创始和发展作出了卓越贡献。
徐利治的主要成果，在组合数学中是和亨利·W·古尔德合作的“古尔德-徐反演”（Gould-Hsu inversion）。
徐利治在中国推动了数学方法论的研究，其著作对中国数学教育的改革和发展具有深远影响。

## 生平

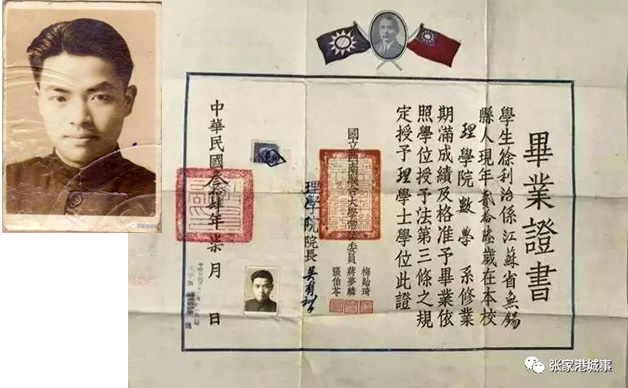
徐利治西南联合大学毕业证书及毕业照

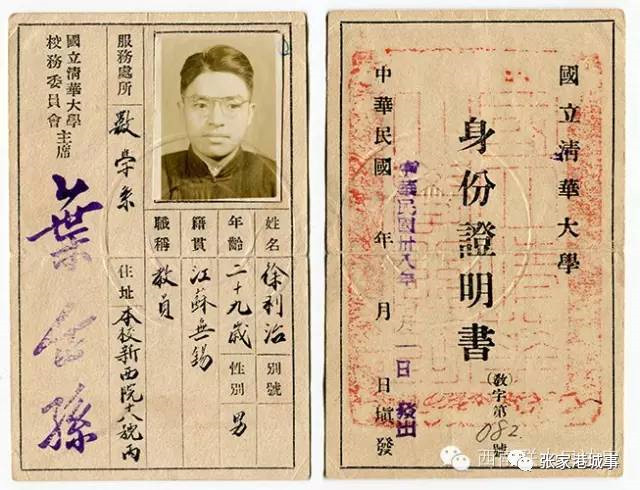
1949年徐利治在清华大学数学系任教时的身份证明书

徐泉涌早年就读于江苏省立洛杜乡村师范学校。抗战爆发后到西南避难。1938年考入贵州铜仁国立第三中学师范部。1940年考取西南联合大学数学系。报考大学时，改名为徐利治（徐，稳步也；治，洽学也）。不久暂时休学，至四川重庆中学教书。一年后返回西南联合大学。徐利治直接受业于华罗庚、许宝騄。1945年于西南联合大学毕业，留校任华罗庚助教。1946年，西南联合大学解散。徐利治随清华大学迁回北平（现北京），应聘助教。
1946年10月由洪季凯介绍，秘密加入中国共产党。
1949年，徐利治获得了英国文化委员会的奖学金，赴英国阿伯丁大学和剑桥大学访问进修各一年。1951年担任了清华大学数学系副教授，兼任北京师范大学数学系副教授。
1952年，徐利治同王湘浩、江泽坚等人自愿去到长春，在东北人民大学（现吉林大学）组建了数学系，徐利治任数学系副主任。1956年提升为正教授。
1956年，苏联科学院邀请中国科学院派代表团参加泛函分析及其应用国际会议，三人代表为南京大学曾远荣、中国科学院田方增和东北人民大学徐利治。徐利治代表东北人大向列昂尼德·维塔利耶维奇·康托罗维奇提出了学术交流与合作的愿望。
回国后，在东北人民大学匡亚明校长支持下，徐利治立即着手近似数学专业（现计算数学专业，本科为信息与计算科学专业）的组建工作，并与苏联专家康托罗维奇推荐的自己的学生列宁格勒大学的伊万·彼得罗维奇·梅索夫斯基赫（Иван Петрович Мысовских，1921-2007）共同主持了计算数学师资培训班，为培养了中国第一批计算数学专业人才。
梅索夫斯基赫1957年-1959年讲授计算方法课的讲义在1960年5月出版，名为《计算方法》，由吉林大学计算数学教研室翻译。1962年出版俄文版《计算方法讲义》和1968年出英文版《计算方法讲义》。
1957年被打成右派。
1958年计算数学专业成立。
1958年东北人民大学更名为吉林大学。
徐利治在1965年就曾给古尔德写信，比尼克松与毛泽东见面要早7年。自此，他们就开始了合作。
80年代初吉林大学计算数学专业成为国内第一批博士授权点，徐利治成为国内首批博士生指导教师。
1970年在吉林省长岭县插队落户。
1975年9月回吉林大学执教。
1980年起，徐利治除在吉林大学任职外，在大连工学院（现大连理工大学）和华中工学院（现华中科技大学）兼职。
1981年61岁的徐利治调入大连工学院，创建了应用数学研究所，6月担任第一任所长，并开创组合数学和逼近论两个数学学科方向。同年徐利治创办了《数学研究与评论》杂志，担任第一任主编。
1982年，吉林大学徐利治、王仁宏、梁学章、周蕴时的数值逼近与数值积分，获得国家自然科学三等奖。
1986年，在徐利治的主持下，大连工学院计算数学博士点获得批准设立，同年开始招收组合数学全国首批博士研究生。
1986年获得国家教委科技进步二等奖。
1988年3月，大连工学院更名为大连理工大学。
1988 年获得国家优秀教材一等奖。
1988年，在徐利治的倡导下，组建了全国组合数学研究会，担任第一任理事长。
1988年，英国剑桥国际传记中心把徐利治列入国际知识界名人录和太平洋与大洋洲地区名人录。
1989年，美国传记研究所将徐利治列入杰出领导人物国际人名录。
1991年3月，大连理工大学应用数学研究所改名为数学科学研究所。
1993年获得了加拿大国家科技研究会的国际科学交流奖。
1998年11月，大连理工大学的应用数学系与数学科学研究所合并为应用数学系。
曾任南京航空航天大学名誉教授兼理学院名誉院长。
2019年3月11日11时在北京逝世，享年99岁。